# Cohennoz
Cohennoz is een gemeente in het Franse departement Savoie (regio Auvergne-Rhône-Alpes) en telt 138 inwoners (1999). De plaats maakt deel uit van het arrondissement Albertville.

## Geografie
De oppervlakte van Cohennoz bedraagt 13,4 km², de bevolkingsdichtheid is 10,3 inwoners per km².
De onderstaande kaart toont de ligging van Cohennoz met de belangrijkste infrastructuur en aangrenzende gemeenten.

## Demografie
Onderstaande figuur toont het verloop van het inwonertal.
Beaufort · Césarches · Cohennoz · Crest-Voland · Flumet · La Giettaz · Hauteluce · Marthod · Notre-Dame-de-Bellecombe · Pallud · Queige · Saint-Nicolas-la-Chapelle · Thénésol · Ugine · Venthon · Villard-sur-Doron